# 七曲町 (名古屋市)
七曲町（ななまがりちょう）は、愛知県名古屋市中区・東区の地名。

## 歴史

### 町名の由来
江戸時代は、南伏見町の西七曲筋に対して、東七曲筋と称した地であった。武平町から西新町に至る道が幾重にも折れ曲がっていたことに由来するという。

### 沿革
- 1871年（明治4年）9月29日 - 七曲町と改称[5]。
- 1878年（明治11年）12月20日 - 名古屋区成立に伴い、同区七曲町となる[6]。
- 1889年（明治22年）10月1日 - 名古屋市成立に伴い、同市七曲町となる[6]。
- 1907年（明治40年）7月15日 - 新栄町に一部が編入される[5]。
- 1908年（明治41年）4月1日 - 1・2丁目が東区、3丁目が中区に編入される[5]。
- 1913年（大正2年）4月 - 中京ローラー製造所主である尾崎喜三により、営業所が設置される[7]。
- 1944年（昭和19年）2月11日 - 1〜3丁目が栄区に編入される[5]。
- 1945年（昭和20年）11月3日 - 栄区廃止に伴い、中区七曲町となる[5]。
- 1946年（昭和21年）4月15日 - 1・2丁目が東区に編入される[5]。
- 1969年（昭和44年）10月21日 - 住居表示実施に伴い、3丁目が栄四丁目に編入される[5]。
- 1976年（昭和51年）1月18日 - 東桜一丁目に編入される[1]。

## 人物
- 海部俊樹[8]